# Yanokami (アルバム)
『yanokami』（ヤノカミ）は、yanokami（矢野顕子、レイ・ハラカミのユニット）の1枚目のオリジナル・アルバム。2007年8月8日発売。発売元はヤマハミュージックコミュニケーションズ（YMC）。
本項では、本作の英語版である『yanokamick -yanokami English version-』（2008年3月12日発売）についても述べる。

## 概要
2003年より共同作業を開始していた矢野顕子、レイ・ハラカミが、ユニット「yanokami」を正式に発足させた作品である。プロデュースはハラカミが行い、ハラカミの特徴である浮遊感のあるエレクトロニカ・サウンドに矢野のボーカル、ピアノが乗る。曲目は矢野の曲のセルフカバーが中心である。

## 収録曲
特記以外　作詞・作曲：矢野顕子
1. 気球にのって
  - 矢野顕子の曲のセルフカバー。原曲は『JAPANESE GIRL』収録。
2. David
  - 矢野顕子の曲のセルフカバー。原曲は『峠のわが家』収録。
3. 終りの季節　
  - 作詞・作曲：細野晴臣
  - 細野晴臣の曲（『HOSONO HOUSE』収録）のカバー。
  - 過去に矢野は『オーエス オーエス』において、ハラカミも『lust』において、それぞれのソロ名義でカバーしている。
4. おおきいあい
  - 作曲：窪田晴男・矢野顕子
  - 矢野顕子の曲のセルフカバー。原曲は『GRANOLA』収録。
5. Too Good to be True -yanokami version-
  - オリジナル・バージョンは矢野のアルバム『ホントのきもち』収録。
6. You Showed Me（英語版）　
  - 作詞・作曲：Harold Clark、Roger McGuinn
  - The Byrdsの曲のカバー。
  - 矢野は『life behind TV』（THE HAMMONDS名義）においても本曲をカバーしている。
7. La-La (Means I Love You)（英語版）
  - 作詞・作曲：Thomas R. Bell、William Hart
  - The Delfonicsの曲のカバー。
8. Night Train Home -yanokami version-
  - 作詞：矢野顕子・岸田繁
  - オリジナルバージョンは矢野のアルバム『ホントのきもち』収録。
9. Full Bloom
  - 作曲：矢野顕子・レイ・ハラカミ
  - 矢野のスキャットを含むInstrumental。
10. 恋は桃色
  - 作詞・作曲：細野晴臣
  - 細野晴臣の曲（『HOSONO HOUSE』収録）のカバー。
  - 矢野は『Piano Nightly』においても本曲をカバーしている。
  - 本アルバムと同一の録音が『細野晴臣トリビュートアルバム』（2007年、commmons）及び『Happy Holidays! 〜CITY POPS COVERS〜』（2011年12月14日、avex infinity）にも収録。

## yanokamick -yanokami English version-
『yanokami』の英語版として、新たに発売された。曲目は一部異なり、新たな曲も加えられている。歌詞の英訳はTom Otaによる。
1. Montauk 
  - 作詞：矢野顕子　作曲：矢野顕子・レイ・ハラカミ
  - 新曲。
2. David -English version-
3. Season of the End (日本語題：終りの季節)
4. Big Love (日本語題：おおきいあい)
5. Too Good to be True -English version-
6. You Showed Me
7. La La Means I Love You
8. Night Train Home -yanokami version-
9. Full Bloom
10. ばらの花 -Live version- 
  - 作詞・作曲：岸田繁
  - 2007年8月25日、恵比寿リキッドルームでのライブの音源。
  - ボーナス・トラック。
11. Sayonara (日本語題：気球にのって)